# Maruyama Ike
Maruyama Ike är en sjö i Antarktis. Den ligger i Östantarktis. Norge gör anspråk på området. Maruyama Ike ligger 132 meter över havet. Arean är 2,1 kvadratkilometer.  Den sträcker sig 1,9 kilometer i nord-sydlig riktning, och 3,1 kilometer i öst-västlig riktning.
I övrigt finns följande vid Maruyama Ike:
- Kaminotani (en dal)
- Kaminotani Ike (en sjö)
- Maru Yama (en kulle)
- Sirasuso Yama (en kulle)
- Tsubaki Ike (en sjö)